# Panorpodes apicalis
Panorpodes apicalis är en näbbsländeart som beskrevs av Tsutome Miyake 1910. 
Panorpodes apicalis ingår i släktet Panorpodes och familjen Panorpodidae. Inga underarter finns listade i Catalogue of Life.